# Làng hoa Hà Nội

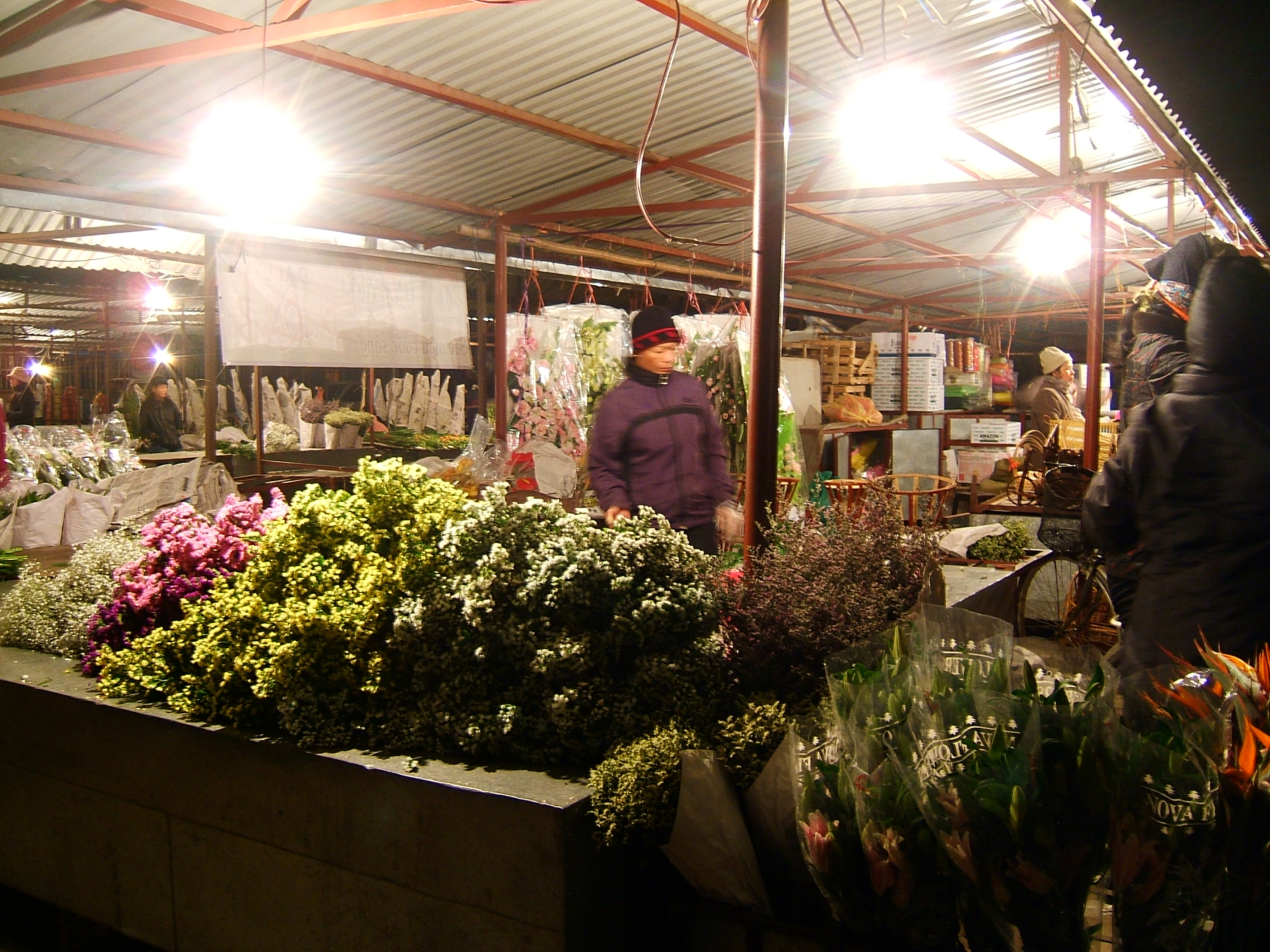
Một phần của chợ hoa đêm Quảng An, Tây Hồ, Hà Nội

Hà Nội có những làng trồng hoa nổi tiếng như: Ngọc Hà, Nghi Tàm, Nhật Tân, Quảng Bá... đều nằm ở ven Hồ Tây.  làng hoa Hà Nội là nơi cung cấp hoa và cây cảnh chủ yếu cho Hà Nội đặc biệt là trong dịp Tết Nguyên Đán.
Nơi đây luôn có nhiều giống hoa cây cảnh mới đẹp được nhập về và nơi đây cũng có kỹ thuật công nghệ cao về chăm sóc và lai tạo cây.

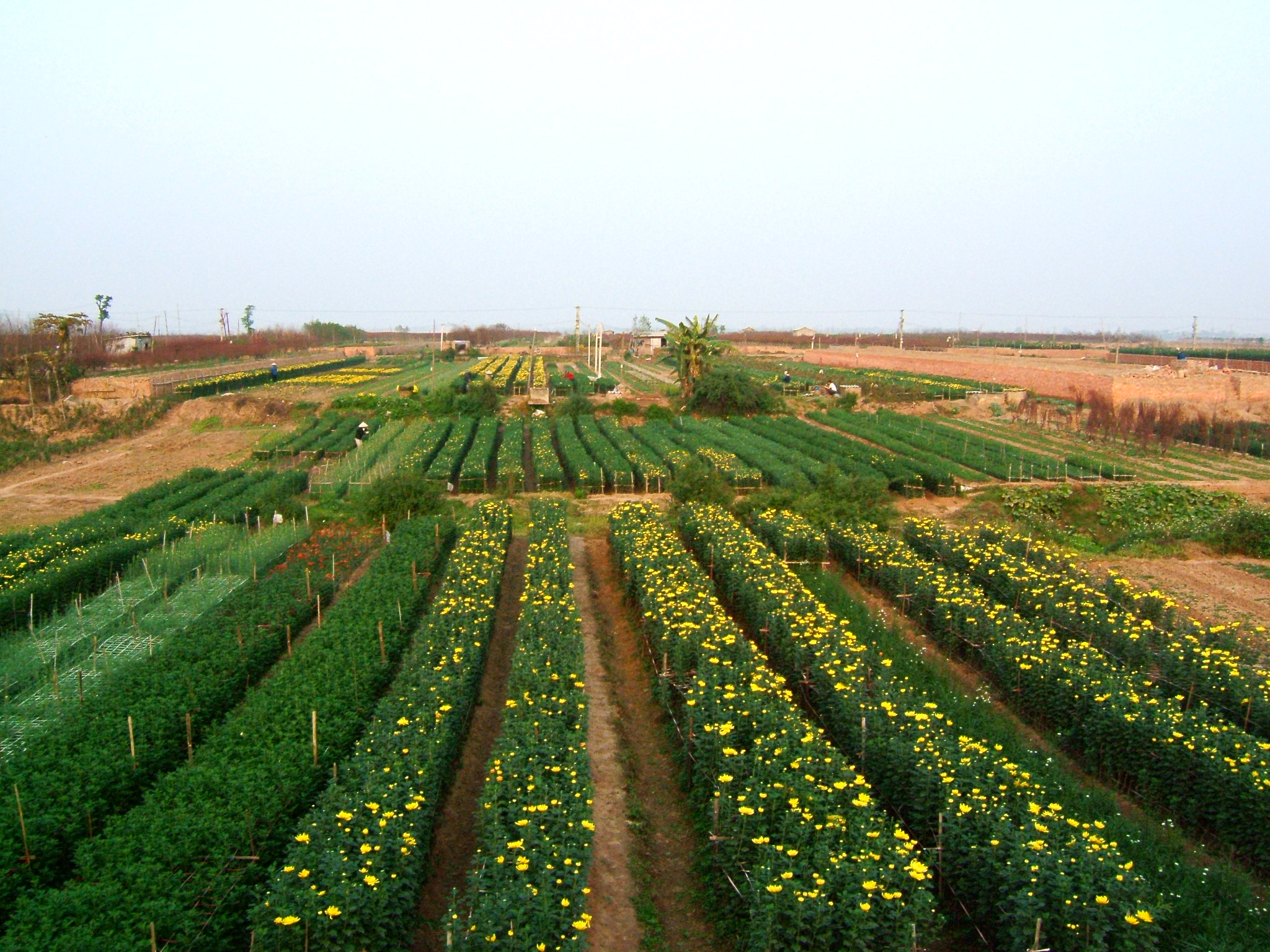
Hoa trồng trên đất bãi sông Hồng, Hà Nội

Mấy năm gần đây đất trồng hoa Hà Nội vẫn còn nhưng đă bị thu hẹp dần do sự đô thị hóa nhanh và những làng hoa sẽ dần được chuyển tới những nơi xa hơn.